# Gloria Reuben
Gloria Reuben (9 de junio de 1964) es una cantante, productora y actriz de series de televisión y cine canadiense, conocida por su papel como Jeanie Boulet en el drama ER y por su papel de Rosalind Whitman en el programa Raising the Bar.

## Vida y carrera
Reuben nació en Toronto de una madre cantante de música clásica y un padre arquitecto. Su padre es canadiense europeo y su madre es jamaicana. Reuben es la hermanastra de Denis Simpson, un actor y anfitrión de un programa de niños que murió en 2010. Comenzó a aprender piano de niña y luego estudió técnica musical y teoría, ballet y jazz. Su carrera como actriz se incitó por unos trabajos como modelo y apariciones en comerciales de televisión.
Reuben es conocida por su papel en la serie ER como Jeanie Boulet, una asistente de médico con VIH en el personal del hospital. Fue estrella invitada en la primera temporada y fue elegida como parte del elenco al comienzo de la segunda temporada. Continuó su papel hasta principios de la sexta temporada, cuando dejó el programa. En 2008, Reuben regresó a ER para un episodio durante su decimocuarta temporada. Ha dicho que su papel la ha llevado al activismo por el VIH/SIDA.
Reuben de nuevo tuvo un gran papel en la televisión, cuando protagonizó el agente de FBI Brooke Haslett, en Missing.
Luego protagonizó Rosalind Whitman en la serie de TNT Raising the Bar.
En 1996, fue elegida por la revista People como una de las 50 personas más hermosas en el mundo. En 2000, cantó para Tina Turner.
Fue invitada en Drop Dead Diva como la Profesora Kathy Miller.  En 2012, apareció en la película Jesse Stone: Benefit of the Doubt.
En 2012, Reuben interpreta a Elizabeth Keckley en la película de Steven Spielberg, Lincoln, y su interpretación del personaje recibió halagos.